# Акрамовское восстание
Акра́мовское восста́ние (чув. Шурча вӑрҫи) — произошедшее в 1842 году выступление чувашских, марийских и татарских государственных крестьян против властей.

## История
Явилось следствием насильственного введения общественных запашек на участках надельных земель, а также введением дополнительных новых налогов, возложенных на крестьян вследствие реформ П. Д. Киселёва в 1840—1842 годах. Это было явным умалением прав нерусских крестьян. Восстание охватило Козьмодемьянский, Свияжский, Спасский, Цивильский, Чебоксарский, Ядринский уезды Казанской губернии и Буинский уезд Симбирской губернии. Участвовало до 12 тысяч человек. В ходе восстания (19 мая) произошли столкновения с правительственными войсками около деревни Муньял и села Акрамово Казанской губернии, участвовало около 5 тысяч человек, которые были вооружены косами, топорами, вилами, рогатинами. Предводителями восстания были участники войны 1812 года. Оно было жестоко подавлено. В народе восстание стали называть чув. Шурча вӑрҫи, горномар. Ӓкрӓм вырсы  — «Акрамовская война».

## Память о восстании в искусстве
В художественной литературе Акрамовское восстание описано в романе чувашского писателя Хведера Уяра «Близ Акрамова».
Акрамовское восстание изобразил в своих работах А. М. Тагаев-Сурбан.